# ソフィア・トルナンベーネ
ソフィア・トルナンベーネ（Sofia Tornambene, 2002年9月12日-）はイタリア共和国マルケ州マチェラータ県チヴィタノーヴァ・マルケ出身の女性歌手。イタリア版Xファクターの13シーズンの優勝者として知られている。Kimonoというステージネームでの活動も行っている。

## 来歴
2002年にチヴィタノーヴァ・マルケで生まれる。父親は有名なジャズミュージシャン、ジョヴァンニ・トルナンベーネである。その環境からか、父の知り合いのミュージシャンとセッションする機会にも恵まれ、音楽的素養を幼少期から学んでいく。
また、空手を学んでいた経験から、ステージ名に「Kimono」、SNSアカウント名に「Kimono sofia」という名前を用いている。

## サンレモヤング
2019年2月に開催されたTVショーサンレモヤング2019にKimonoの名前で出演。ルチオ・バティスティの「 I giardini di Marzo(The Garden of March)」（1972年）のカバーを歌い、審査員から高い評価を得つつ3位に入賞した。

## X Factor
2019年12月、16歳でイタリア版Xファクターの13シーズンに本名で出演。決勝では「A domani per sempre（See you tomorrow forever）」を歌い優勝した。同曲は11月にシングルとしてリリースされた。
2020年4月24日に2枚目のシングル「Ruota panoramica（Ferris wheel）」(観覧車)をリリースした。

## 作品

### シングル
| 年   | タイトル                  | 順位 | 備考 |
| ---- | ------------------------- | ---- | ---- |
| 2019 | A domani per sempre       | 27位 |      |
| 2020 | Ruota panoramica          |      |      |
| 2020 | Tra l'asfalto e le nuvole |      |      |
| 2020 | Finali imprevisti         |      |      |